# アレクサンドル・サムソノフ

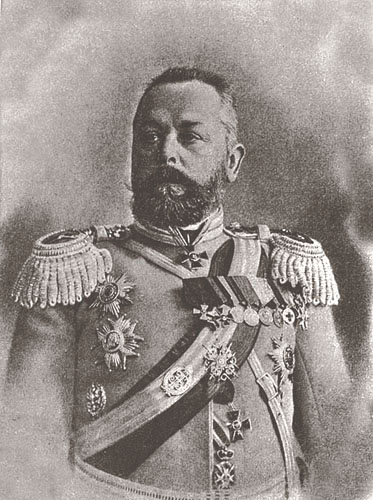
アレクサンドル・サムソノフ

アレクサンドル・ヴァシリエヴィチ・サムソノフ（ロシア語: Александр Васильевич Самсонов, ローマ字表記：Alexandr Vasilievich Samsonov, 1859年11月2日 - 1914年8月29日） は、ロシア帝国の軍人。騎兵大将。タンネンベルクの戦いで敗北し、自決した。

## 経歴
ヘルソン県（現在のウクライナ・ムィコラーイウ州）の貧しい貴族の生まれ。キエフのウラジーミル中学校卒業後、1875年、ペテルブルクのニコラエフスク騎兵学校に入校。
有能な軍人であり、露土戦争に従軍し、名前入りの武器を授与される等、果敢な戦闘ぶりを高く評価された。1884年、参謀本部アカデミーを卒業し、カフカースに勤務。日露戦争では、ウスリー騎兵旅団長、シベリア騎兵師団長として奉天会戦などで活躍し、中将に昇進した。
1906年、ワルシャワ軍管区参謀長。1907年、ドン・コサック軍のナカズノーイ・アタマン（наказной атаман；ロシア帝国任命のコサック隊長）となる。その後トルキスタン総督などを歴任し、1910年、騎兵大将となる。
1914年、第一次世界大戦が勃発すると、東プロイセン侵攻の第2軍の司令官に任じられる。タンネンベルクの戦いでは不利な状況の下で敢闘したが、パーヴェル・レンネンカンプ将軍率いる第1軍の支援が得られず、第2軍は壊滅。自身は騎乗して逃走したがドイツ軍に追いつめられ、拳銃で自決した。遺体はドイツ軍により発見され、1916年になって赤十字国際委員会により妻のもとへ返還された。

## 伝説
レンネンカンプがタンネンベルクの戦いで苦境に陥ったサムソノフの第2軍を支援しなかったのは、両者が日露戦争時から折り合いが悪く、奉天駅頭で殴り合いに至ったことさえあったためという説があるが、1991年にアメリカのデニス・E・ショウォルターが詳細に歴史を検討した結果、当時レンネンカンプは重傷を負い入院中であり、奉天駅でサムソノフと邂逅することはあり得なかったとしている  。